# 부여 석성산성
부여 석성산성(扶餘 石城山城)은 충청남도 부여군에 있는 삼국시대의 성곽이다. 1963년 1월 21일 대한민국의 사적 제89호로 지정되었다.

## 개요
연산의 황산성, 노성의 노성산성 및 금강 건너의 성흥산성, 뒤쪽의 금성산성과 연결되는 백제의 수도 사비 남쪽 외곽을 방어하기 위해 쌓은 산성이다.
이 산성은 안쪽에 성을 세운 후, 다시 성 밖에 2개의 골짜기를 따라 성을 쌓았다. 현재는 성문터와 성문 밑으로 개울물이 흐르게 하던 수구문, 그리고 우물터와 건물터들이 남아있다. 6세기 전반에 세워진 것으로 둘레 약 1,5km, 폭 약 5m, 높이 4m 정도로, 바깥쪽은 돌을 쌓아 올리고 안쪽은 흙을 파서 도랑(호)처럼 만들어 놓았던 것으로 보인다.
이 산성의 특색은 2개의 골짜기를 둘러싼 포곡식(包谷式) 외성을 축조하고, 그 안에 퇴뫼식으로 주위 580m의 내성을 축조하였다.
현재 성벽은 모두 무너졌고, 성벽이 통과하는 계곡의 입구에 설치되어 있던 수구(水口)도 파괴되어 원래의 모습을 알 수 없다. 오른쪽의 수구에 해당하는 부분은 좌우로 성벽과 연결되도록 돌덩이들을 3∼4m정도의 높이로 쌓아 올린 것을 확인할 수 있다. 성 안의 가운데 산등성이에는 토기조각과 기와조각들이 많이 널려있어 건물터로 추정되고 있다.
이 성은 사비성이 함락된 뒤에도 당나라군과 신라 및 백제부흥군이 치열한 전투를 했던 곳으로 유서 깊은 유적이다.

## 참고 자료
- 부여 석성산성 - 국가유산청 국가유산포털